# Centre scolaire La Xavière
Le centre scolaire La Xavière regroupe sept établissements privés sous contrats d'association avec l'État, allant de la maternelle au lycée. Il est situé à Lyon.

## La maternelle
La maternelle est située au 252 route de Vienne, à Lyon 8e.
Elle est située entre le lycée et la maison du gardien de l'établissement.

## Les écoles  primaires (maternelles et élémentaires)
Trois écoles primaires font partie du centre scolaire :
L'école maternelle et élémentaire catholique « la Xavière-Jeanne d'Arc » est située au 21 rue Jules Ferry à Vénissieux
L'école primaire La Xavière est située aux 9 et 11, rue du professeur Roux à Vénissieux.
L'école primaire Notre-Dame des Fontaines est située 47 rue Anatole France à Saint-Fons

## Les collèges
La Xavière comporte trois collèges distincts. L'un à Chaponnay, l'autre à Vénissieux et le troisième à Manissieux (Saint-Priest).
Le collège La Xavière de Chaponnay a été fondé en 1985, il est situé 1 rue des Fontaines, à Chaponnay (69). Il y a six ou sept classes par niveau. Le collège est composé de quatre bâtiments. Son directeur actuel est M. Francès. 
Le collège La Xavière de Vénissieux est situé 10, rue Pierre Brossolette, à Vénissieux. Son directeur actuel est M. Chevallier.  Le collège de Vénissieux et l'école primaire ont une cour commune.
Les classes vont de la sixième à la troisième avec six ou sept classes pour chaque niveau.
Ces deux collèges possèdent de très bons résultats au brevet des collèges (98 et 100% en 2018 avec un taux de mention supérieur à 91.9%) et une grande partie de l'effectif de fin de troisième choisit une orientation générale au lycée La Xavière de Lyon 8e.
En 2017/2018, un nouveau collège a ouvert ses portes 39 rue Clemenceau à Saint-Priest, avec 2 classes de chaque niveau de la cinquième à la troisième(ouverte en 2020/2021) et 3 classes de sixième (la troisième classe a ouverte en 2021/2022). Sa directrice actuelle est Mme Comte-Hoerner.

## Le Lycée
Le lycée La Xavière a été ouvert sur le site de Saint-Jean de Dieu en 1990. Il comprend 3 niveaux allant de la seconde à la terminale pour un effectif d'environ 350 élèves.
On peut y préparer :
- un bac S option SVT (spécialité Maths, Physique-Chimie, SVT ou ISN) ;
- un bac L ;
- un bac ES (spécialité Maths ou Sciences Politiques et Sociales).

Il y a cinq classes de seconde (option SES ou LV3 Russe), quatre classes de première et quatre classes de terminale (1 L-ES, 1 ES, 2 S).
Le lycée propose une section européenne anglais (des cours de Physique-Chimie sont enseignés en anglais).

### Résultats au Baccalauréat
Le lycée a des taux de réussite au baccalauréat très élevés (100% de réussite en 2017, 97% en 2018 et 100% en 2019), il est classé comme l'un des meilleurs lycées du département et de l'Académie de Lyon,.
| Session | Taux de réussite (%) |
| ------- | -------------------- |
| 2020    | 100                  |
| 2019    | 100                  |
| 2018    | 97                   |
| 2017    | 100                  |
| 2016    | 99                   |
| 2015    | 100                  |

Après le baccalauréat, de nombreux étudiants rejoignent des classes préparatoires, des écoles d'ingénieurs et écoles de management.

### Equipe dirigeante
La directrice actuelle est Madame Mauron-Boudevin, également professeur d'anglais. Elle a succédé en 2013 à Mohamed Hariza, professeur de mathématiques et figure emblématique du lycée.

### Infrastructures et équipements
Le lycée dispose d'équipements modernes, d'une cour arborée et d'un complexe sportif basé au sein même de l'établissement (terrains de basket-ball, de handball et de volley-ball, gymnase et piste d'athlétisme).

### Accès
Le lycée est localisé au 252 route de Vienne à Lyon. Il est accessible en transports en commun avec la ligne de tramway T6 (arrêt Moulin à Vent), la ligne de bus C12 (arrêt Ludovic Bonin) et à proximité de la ligne bus 34 (arrêt Moulin à Vent) du réseau TCL.

## Anecdotes
Autrefois, lors de la promotion BAC 95, un âne vivait au sein du lycée et partageait la cour de récréation avec les élèves bien qu'il soit dans un enclos.